# Тарнова (Караш-Северин)
Тарнова (рум. Târnova) насеље је у Румунији у округу Караш-Северин у општини Тарнова. Oпштина се налази на надморској висини од 403 m.

## Прошлост
По "Румунској енциклопедији" место се први пут помиње 1428. године. Тада је неколико дана ту провео краљ Сигисмунд. Приликом аустријског пописа 1717. године забележено је 76 кућа у насељу.
Аустријски царски ревизор Ерлер је 1774. године констатовао да се место Тирнова налази у Букошничком округу, Карансебешког дистрикта. Становништво је било претежно влашко.

## Становништво
Према подацима из 2002. године у насељу је живело 1908 становника.

### Попис2002.
| Расподела становништва по националности 2002.‍ | Расподела становништва по националности 2002.‍ | Расподела становништва по националности 2002.‍ | Расподела становништва по националности 2002.‍ | Расподела становништва по националности 2002.‍ |
| --------------------------------------------- | --------------------------------------------- | --------------------------------------------- | --------------------------------------------- | --------------------------------------------- |
|                                               |                                               |                                               |                                               |                                               |
| Румуни                                        | Румуни                                        |                                               | 1.895                                         | 99,5%                                         |
| Роми                                          | Роми                                          |                                               | 3                                             | 0,2%                                          |
| Украјинци                                     | Украјинци                                     |                                               | 7                                             | 0,4%                                          |

### Хронологија
| Година       | 1992 | 1993 | 1994 | 1995 | 1996 | 1997 | 1998 | 1999 | 2000 | 2001 | 2002 | 2003 | 2004 | 2005 | 2006 | 2007 | 2008 | 2009 | 2010 | 2011 | 2012 | 2013 | 2014 | 2015 | 2016 | 2017 |
| ------------ | ---- | ---- | ---- | ---- | ---- | ---- | ---- | ---- | ---- | ---- | ---- | ---- | ---- | ---- | ---- | ---- | ---- | ---- | ---- | ---- | ---- | ---- | ---- | ---- | ---- | ---- |
| Становништво | 2113 | 2089 | 2054 | 2019 | 2007 | 1985 | 1948 | 1912 | 1887 | 1868 | 1831 | 1815 | 1841 | 1824 | 1811 | 1785 | 1807 | 1785 | 1759 | 1742 | 1760 | 1731 | 1692 | 1667 | 1670 | 1640 |